# Субглациално вулканично изригване
Субглациалните изригвания се получават, когато под ледена шапка изригва разтопена магма. Това води до взаимодействие на изригващата магма с вода, сняг и лед, което може да доведе то кални потоци, които се наричат лахари и до наводнения, които могат да засегнат десетки километри около вулкана.
Наводненията причинени от Субглациални изригвания са характерни за Исландия, Аляска и някои части в Андите. Те са една от най – големите опасности в Исландия.
Обикновено обемът на изхвърления материал от Субглациалните изригвания е между 10 000 и 100 000 куб. м. Изригванията рядко са силни и обхващат от 2 до 4 степен по вулканичния експлозивен индекс.

## Протичане на изригването
Субглациалните изригвания настъпват, когато под ледена шапка изригне магма. Ако ледът е дебел активността се характеризира с интензивно изхвърляне на водна пара. Обаче ако ледената покривка е тънка ще се забележи и светъл облак от пепел. Докато магмата продължава да изригва ледът започва да се топи и може да запълни кратера с вода или да предизвика лахари и наводнения. В случай, че кратерът се запълни с вода вулканът придобива вид на подводно възвишение, но ако се стопи ледът около целия вулкан, конусът придобива характерна форма със стръмен склон и плосък връх.
Продължителността на изригването зависи от количеството на магмата в магмената камера. В зависимост от това активността може да продължи няколко часа или седмици и дори месеци. Понякога Субглациалните изригвания могат да причинят глобални ефекти. Един от най – значимите примери за това е Ейяфятлайокутъл и неговото изригване през 2010 г.

## Изригване на Ейяфятлайокутъл през 2010 г.
Изригването на Ейяфятлайокутъл е едно от най – силните изригвания на 21 век. То достига 4 степен по вулканичния експлозивен индекс и изхвърля около 0,10 куб. км. лава и пепел. Първите няколко дни вулканът има период на слаби изригвания на лава от основния кратер, които стопяват ледената шапка над вулкана, която е с дебелина около 200 m. Скоро след това вулканът изхвърля облак от пепел и твърди вулканични материали, който се извисява на над 6 километра височина. Вятърът отвява пепелта на югоизток и това засяга авиацията в цяла Европа, а северозападната част на континента е покрита с малко прах, който оказва малко влияние върху дейността на хората. Изригването е последвано от наводнения и кални потоци.